# Kalilangan
Kalilangan è una municipalità di quarta classe delle Filippine, situata nella Provincia di Bukidnon, nella Regione del Mindanao Settentrionale.
Kalilangan è formata da 14 baranggay:
- Baborawon
- Bangbang
- Canituan
- Kibaning
- Kinura
- Lampanusan
- Maca-opao
- Malinao
- Ninoy Aquino
- Pamotolon (Pamotdon)
- Poblacion
- Public
- San Vicente Ferrer
- West Poblacion